# 境二郎
境 二郎（さかい じろう、天保7年8月（1836年） - 明治33年（1900年）2月9日）は、幕末の長州藩士、明治期の官僚。島根県令（現在の知事）。旧名・斎藤栄蔵。名・建直（たてなお）、字・子（士）彦。

## 経歴
長門国萩土原村（現・山口県萩市）の長州藩士の斎藤貞順の二男として生まれる。当時の名前は斎藤栄蔵、のち境与三兵衛の養子となり、明治初年に境二郎と改名。
15歳の嘉永3年（1850年）藩校明倫館で教授する吉田松陰の門人となる。18歳のとき江戸に遊学後いったん帰郷、21歳の安政3年（1856年）、松下村塾に入門して門下生になる。その後、塩谷宕陰にも師事した。文久3年（1863年）、明倫館文章掛等を歴任。後の長府藩主の毛利元敏、徳山毛利家の毛利元功の指導役を務めた。
明治2年（1869年）藩制改革により長州藩の権大参事に任命される。明治5年（1872年）に滋賀県参事、明治7年（1874年）に島根県参事となり、のちに島根県権令として県会開設に尽力する。明治11年（1878年）には島根県令となり、道路整備などに取り組んだ。
明治16年（1883年）に退官して萩に帰郷。明治23年（1890年）、松下村塾の建物の保存を志し、かつての同窓生から有志を募り、政府高官となっていた品川弥二郎らの賛同を得て保存会を発足させた。明治33年（1900年）、65歳で死去。死後は「境二郎命」として、松陰神社の祭神になっている。